# Air (serie)
Air (アイル?, Airu) è una visual novel giapponese della software house Key pubblicata l'8 settembre 2000 per PC e convertita, dopo aver ripulito il videogioco dai contenuti hentai, sulle console Dreamcast e PlayStation 2. L'8 aprile 2005 fu poi pubblicata per Windows 2000 e Windows XP con il nome Air Standard Edition, mentre la versione per PSP approdò sul mercato nel 2007. Air fu pubblicata nuovamente per Windows Vista a luglio 2009, mentre Air Memorial Edition, la versione compatibile con Windows 7, uscì a maggio 2010.
Dal videogioco originale sono stati successivamente tratti un manga, un anime, due OAV ed un film d'animazione che ripercorrono fedelmente la trama dell'opera, con uno stampo questa volta più drammatico.

## Trama
Il giovane Yukito Kunisaki si guadagna da vivere viaggiando di villaggio in villaggio eseguendo un numero di magia con un pupazzo regalatogli da sua madre. La donna, prima di morire, gli disse di trovare "la ragazza nel cielo" e salvarla dal suo destino. In uno dei villaggi Yukito incontra Misuzu Kamio, una ragazza allegra e sbadata che non ha amici e soffre di fitte dolorose quando tenta di farsene, e si fa convincere a fermarsi a casa sua. Yukito scopre che la creatura alata maledetta che stava cercando è proprio Misuzu: l'origine del suo male viene affrontata tramite la storia di Kanna, una creatura alata vissuta mille anni prima, della quale Misuzu è la reincarnazione.

## Personaggi

Misuzu e Haruko

Yukito Kunisaki (国崎 往人?, Kunisaki Yukito)
Seiyuu: Daisuke Ono
Gira il mondo alla ricerca della "ragazza nel cielo", un obiettivo che la sua famiglia si tramanda da migliaia di anni. Si guadagna da vivere muovendo un pupazzo, tecnica che gli ha insegnato sua madre prima di morire. Discendente di Ryuya e Uraha, potrebbe essere la reincarnazione di Ryuya. Diventa molto amico di Misuzu, ma non appena scopre che la sua malattia peggiora quando lei inizia a diventare amica di qualcuno, decide di andarsene. Dopo essersi reso conto di essere molto preoccupato per lei, però, decide di tornare. All'inizio trova Misuzu fastidiosa perché gli sta sempre intorno, ma poi comincia ad apprezzare sia la ragazza sia sua zia Haruko. Nel film, è più cinico ed è chiaro che sia la reincarnazione di Ryuya, ricordando il suo passato. Anche la sua relazione con Misuzu è più romantica, infatti le dichiara il suo amore e si baciano due volte.
Misuzu Kamio (神尾 観鈴?, Kamio Misuzu)
Seiyuu: Tomoko Kawakami
La prima delle tre ragazze a incontrare Yukito, ha 15 anni e lo invita a stare a casa sua. Sua madre è morta quando era piccola e suo padre l'ha affidata alle cure della zia Haruko, sua madre adottiva. Ragazza allegra e goffa, fin da piccola ha un grande amore per i dinosauri. Soffre di una misteriosa malattia che peggiora tutte le volte che trova un amico, e per questo non ne ha; viene in seguito rivelato che è la reincarnazione dell'ultima creatura alata, Kanna, maledetta prima della sua morte.
Kano Kirishima (霧島 佳乃?, Kirishima Kano)
Seiyuu: Asami Okamoto
La seconda ragazza incontrata da Yukito, è la sorella minore di Hijiri Kirishima. Ragazza tenera e piena di vita, ha un cane, Potato. Sua madre è morta dandola alla luce e la sorella è l'unica famiglia rimastale. Il suo grande desiderio è saper volare per poter raggiungere la madre in cielo. Alla fine, si scopre che era posseduta dall'anima di una madre del periodo feudale, suicidatasi per proteggere il figlio. Kano ha cominciato a mostrare i segni della sua maledizione da piccola, quando toccò una piuma trovata nel tempio. La sorella, percependo il pericolo ignoto in cui si trovava, le legò al polso il fazzoletto giallo sperando di impedirle il suicidio. Vorrebbe tanto vedere la madre, e rimpiange di essere nata; Yukito, però, le dice che sua madre non sarebbe stata felice di vederla soffrire e le consiglia di ringraziarla per averla messa al mondo. In seguito, mentre è vicina alla morte, Kano ringrazia la madre e abbandona il fazzoletto: nel gioco lo consegna a Yukito, mentre nell'anime lo affida al vento.
Minagi Tohno (遠野 美凪?, Tōno Minagi)
Seiyuu: Ryoka Yuzuki
La terza ragazza incontrata da Yukito, è brava a scuola ed è in classe con Misuzu. Timida e gentile, fino a quando non incontra Yukito la sua unica amica è Michiru. Presidentessa del club scolastico di Astronomia, ne è l'unico membro fino all'iscrizione di Yukito. La madre ha una malattia mentale da quando ha perso la seconda figlia, che avrebbe chiamato Michiru. Visto che Minagi ha sempre avuto un rapporto migliore con il padre, la donna sperava che la bambina sarebbe stata più legata a lei, ma questo non successe perché la bambina morì. La signora Tohno prima crede che Minagi sia quella bambina e la adora, chiamandola Michiru; poi, quando la malattia peggiora, crede di non avere figlie e arriva a cacciare Minagi di casa. La ragazza torna a vivere con la madre quando questa, anche grazie a Yukito, recupera la memoria e guarisce. Nel frattempo, suo padre si è risposato e la nuova moglie aspetta una bambina.
Kanna-bi no Mikoto (神奈備命?, Kannabi no Mikoto)
Seiyuu: Chinami Nishimura
Giovane ragazza vissuta nel periodo Heian della storia giapponese, è una delle ultime creature alate esistenti ed è tenuta prigioniera nel suo stesso castello fin dall'infanzia per paura dei suoi poteri, senza poter uscire e incapace di vedere la madre, nella sua stessa situazione da qualche parte. Con Ryuya, una guardia samurai della quale si innamora, e Uraha, sua ancella, Kanna scappa per andare a cercare sua madre, l'unica altra creatura alata esistente. Vengono però inseguiti dalle guardie e dai monaci buddisti, che maledicono Kanna, costringendola a reincarnarsi e morire tutte le volte che troverà l'amore.
Ryuya (柳也?, Ryūya)
Seiyuu: Nobutoshi Canna
Una delle guardie di Kanna, è un samurai. Dopo essere diventato amico di Kanna, se ne innamora e l'aiuta a scappare dalla sua prigione. Dopo la maledizione, cerca in tutti i modi una via per romperla e, non trovandola, ha un figlio con Uraha con la speranza che i loro discendenti riescano nell'intento. Nel film è l'amante di Kanna e non prova nessun interesse per Uraha.
Uraha (裏葉?, Uraha)
Seiyuu: Kikuko Inoue
Una della ancelle dedite alla cura di Kanna, fa amicizia con la ragazza e scappa con lei, insieme a Ryuya, per aiutarla a trovare la madre. Possiede abilità magica che trasmetterà alla sua progenie per rompere la maledizione.
Haruko Kamio (神尾 晴子?, Kamio Haruko)
Seiyuu: Aya Hisakawa
Zia e madre adottiva di Misuzu, le vuole molto bene ma cerca di tenerla lontana perché sa che un giorno il padre tornerà a riprenderla. È molto estroversa e le piace bere e guidare la moto.
Hijiri Kirishima (霧島 聖?, Kirishima Hijiri)
Seiyuu: Yumi Touma
Sorella maggiore di Kano e medico del villaggio, nasconde la verità sugli strani comportamenti della sorella. Non crede nella magia.
Michiru (みちる?, Michiru)
Seiyuu: Yukari Tamura
Una ragazzina piena di vita, non ha un posto dove stare e fa amicizia con Minagi. Le piace prendere in giro Yukito e adora le bolle di sapone. In realtà è uno spirito. Dopo aver visto la "ragazza nel cielo", ha desiderato liberarla dalla sua maledizione e farla sorridere, ed è scesa sulla Terra per liberare dalla sua tristezza un'altra ragazza sola, Minagi. Dopo la guarigione della madre della ragazza, Minagi non ha più bisogno di lei e quindi se ne va.
Sora (そら?, Sora)
Seiyuu: Daisuke Ono
Un corvo selvatico amico di Misuzu, non sa volare. È una reincarnazione di Yukito dopo la sua supplica di avere una seconda possibilità per salvare Misuzu.
Potato (ポテト?, Poteto)
Seiyuu: Hiromi Konno
Il cane della cittadina, vive principalmente con Kano, seguendola ovunque.

## Videogioco
Il videogioco è diviso in tre segmenti: Dream (sogno), Summer (estate) e Air (aria). Per accedere a Summer bisogna completare i tre lieto fine di Dream, mentre si accede ad Air completando Summer.
Nel primo segmento, il giocatore assume il ruolo di Yukito. Il secondo è un racconto lineare nel quale, a differenza del primo, non viene chiesto di prendere alcuna decisione al fine del gioco, e viene raccontato da Ryuya. Nel terzo segmento, centrato su Misuzu, il giocatore assume il ruolo di Sora, il corvo della ragazza.

## Episodi
- Opening: Tori no Uta (鳥の詩? lett. "Il poema dell'uccello") di Lia.
- Ending: Farewell Song di Lia.

| Nº  | Titolo italiano (traduzione letterale) Giapponese 「Kanji」 - Rōmaji | In onda          | In onda |
| Nº  | Titolo italiano (traduzione letterale) Giapponese 「Kanji」 - Rōmaji | Giapponese       |         |
| 1   | Brezza 「かぜ」 - Kaze                                               | 6 gennaio 2005   |         |
| 2   | Città 「まち」 - Machi                                               | 13 gennaio 2005  |         |
| 3   | Sussurro 「こえ」 - Koe                                              | 20 gennaio 2005  |         |
| 4   | Piuma 「はね」 - Hane                                                | 27 gennaio 2005  |         |
| 5   | Ala 「つばさ」 - Tsubasa                                             | 3 febbraio 2005  |         |
| 6   | Stella 「ほし」 - Hoshi                                              | 10 febbraio 2005 |         |
| 7   | Sogno 「ゆめ」 - Yume                                                | 17 febbraio 2005 |         |
| 8   | Estate 「なつ」 - Natsu                                              | 24 febbraio 2005 |         |
| 9   | Luna 「つき」 - Tsuki                                                | 3 marzo 2005     |         |
| 10  | Luce 「ひかり」 - Hikari                                             | 10 marzo 2005    |         |
| 11  | Mare 「うみ」 - Umi                                                  | 17 marzo 2005    |         |
| 12  | Cielo 「そら」 - Sora                                                | 24 marzo 2005    |         |
| 13  | Primo piano 「総集編」 - Sōshūhen                                    | 31 marzo 2005    |         |
| OAV | Sentiero di montagna 「やまみち」 - Yamamichi                        | -                |         |
| OAV | Universo 「あめつち」 - Ametsuchi                                    | -                |         |